# Teleautograf

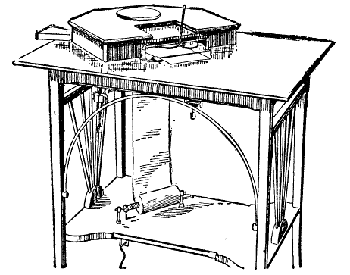
Teleautograf

Teleautograf je elektrický přístroj přenášející rukopisný text nebo jednoduchý náčrtek z papírové předlohy na dálku. Vynalezl jej roku 1888 americký vynálezce Elisha Gray, který si jej nechal patentovat.